# Tifton (Georgia)
Tifton es una ciudad ubicada en el condado de Tift en el estado estadounidense de Georgia. En el año 2000 tenía una población de 15.060 habitantes.

## Geografía
Tifton se encuentra ubicada en las coordenadas 31°27′48″N 83°30′36″O / 31.46333, -83.51000 (31.463418, -83.510065).
Según la Oficina del Censo, la localidad tiene un área total de 23,4 km² (9 mi²), de la cual 23,1 km² (8,9 mi²) es tierra y 0,3 km² (0 mi²) (1.20%) es agua.

## Demografía
Según la Oficina del Censo en 2000 los ingresos medios por hogar en la localidad eran de $30,234, y los ingresos medios por familia eran $37,023. Los hombres tenían unos ingresos medios de $27,206 frente a los $20,174 para las mujeres. La renta per cápita para la localidad era de $16,455. 